# Michael Stolleis

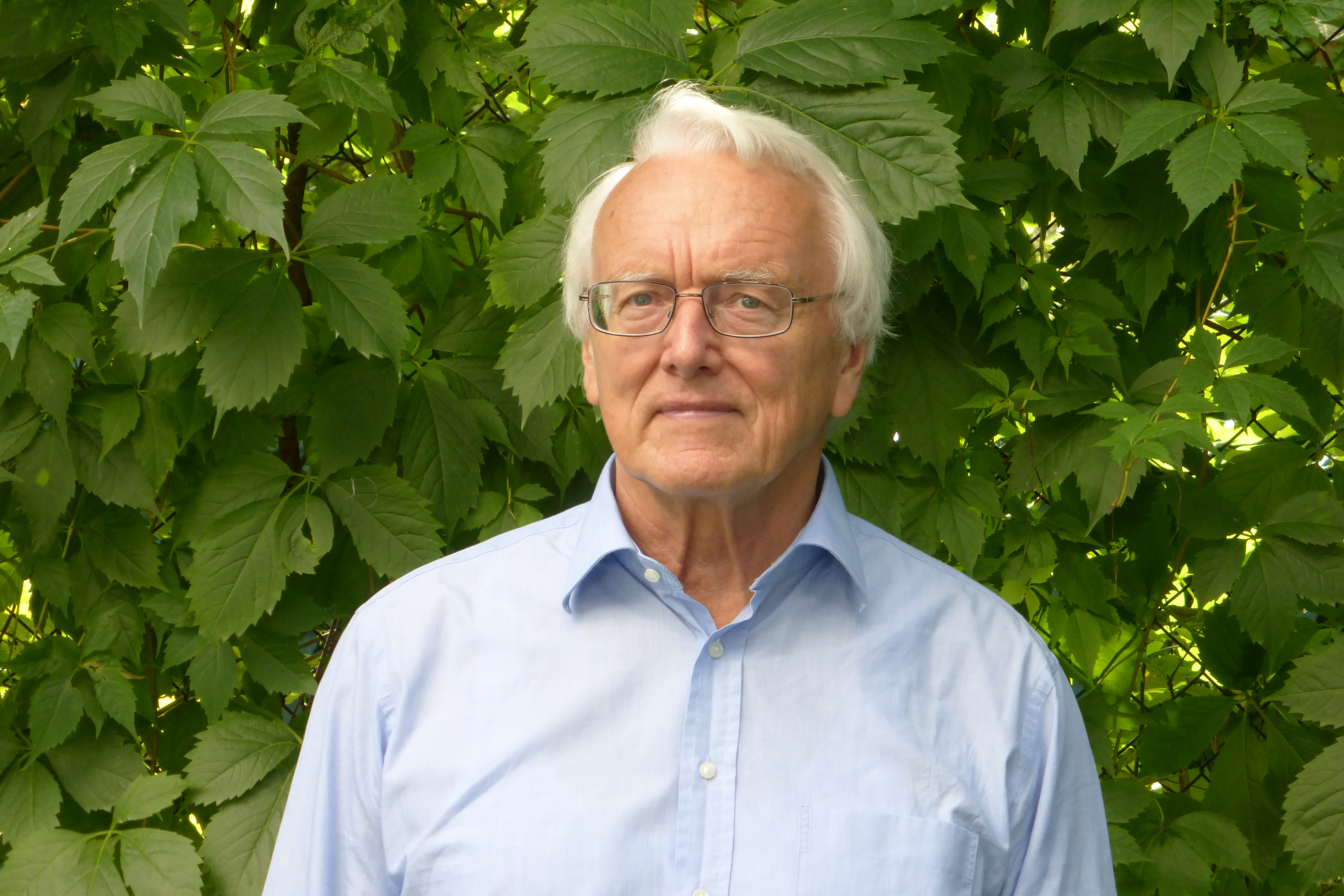
Michael Stolleis (2013)

Michael Stolleis (* 20. Juli 1941 in Ludwigshafen am Rhein; † 18. März 2021 in Frankfurt am Main) war ein deutscher Jurist und Rechtshistoriker. Bis zu seiner Emeritierung 2006 war er Professor für Öffentliches Recht und Rechtsgeschichte an der Universität Frankfurt am Main und von 1991 bis Ende 2009 Direktor des Max-Planck-Instituts für europäische Rechtsgeschichte.

## Leben
Michael Stolleis war der Sohn von Erich Stolleis, der von 1935 bis 1937 Bürgermeister von Landau und von 1937 bis 1941 Oberbürgermeister von Ludwigshafen war. Nach dem Abitur 1960 am heutigen Kurfürst-Ruprecht-Gymnasium in Neustadt an der Weinstraße studierte Stolleis zunächst an der Universität Heidelberg Rechtswissenschaft, Germanistik und Kunstgeschichte. 1961 wurde er im Corps Saxo-Borussia Heidelberg recipiert. Als Inaktiver wechselte er an die Universität Würzburg. 1965 legte er das Erste, 1969 das Zweite Juristische Staatsexamen ab. Mit der Dissertation Staatsraison, Recht und Moral in philosophischen Texten des späten 18. Jahrhunderts wurde er 1967 an der Universität München bei Sten Gagnér zum Dr. iur. promoviert.

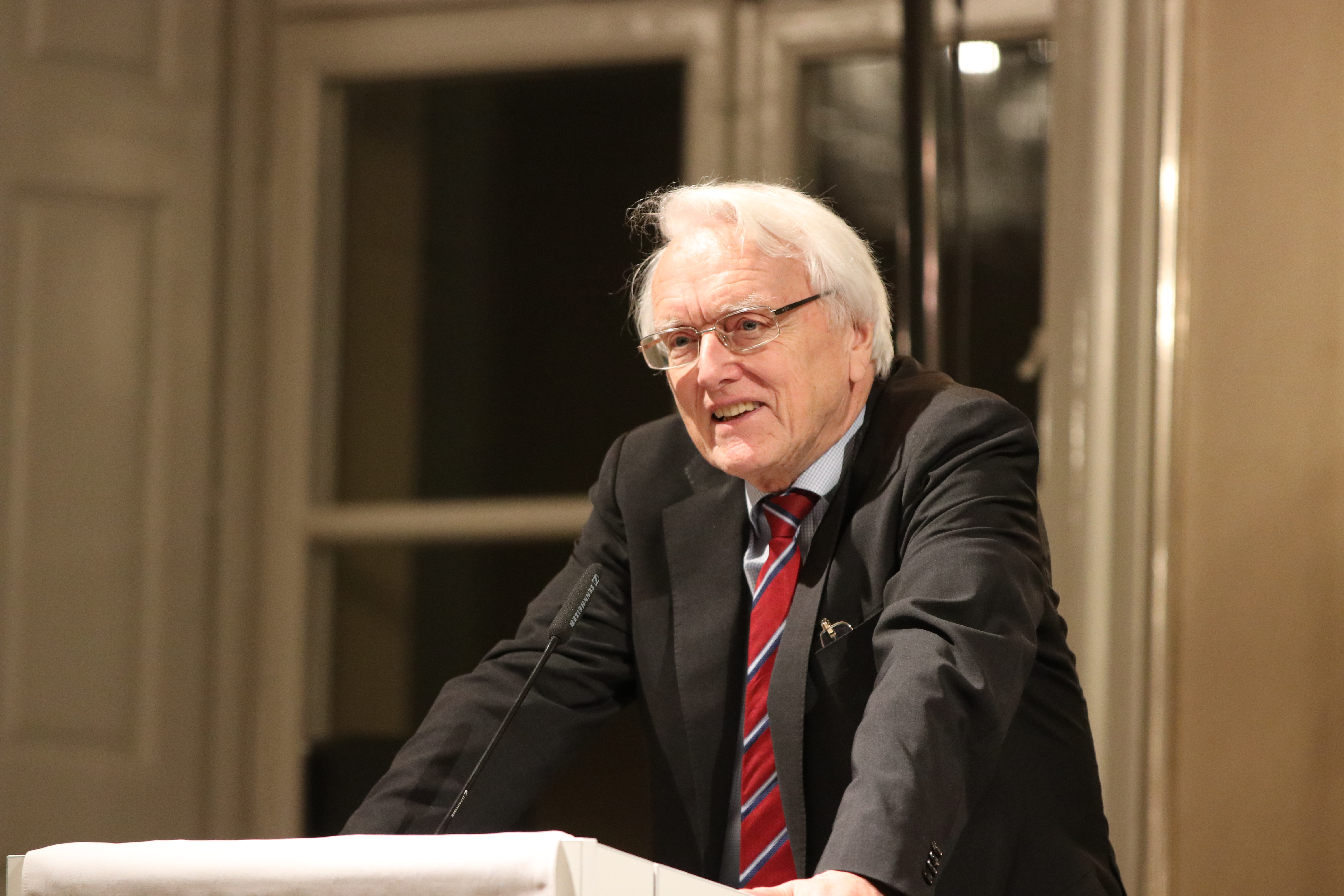
Michael Stolleis als Laudator bei der Verleihung des Jean-Paul-Preises 2019

Nach einigen Jahren als Assistent von Axel Freiherr von Campenhausen habilitierte er sich 1973 in München für die Fächer Staats- und Verwaltungsrecht, Neuere Rechtsgeschichte und Kirchenrecht. Ein Jahr darauf wurde er auf eine Professur an der Universität Frankfurt am Main berufen. 1991 erhielt er den renommierten Gottfried-Wilhelm-Leibniz-Preis der Deutschen Forschungsgemeinschaft. Im selben Jahr wurde er Direktor des Max-Planck-Instituts für europäische Rechtsgeschichte (MPIER) in Frankfurt am Main. 2006 wurde er als Professor an der Universität Frankfurt und als Direktor des MPIER emeritiert, übernahm jedoch von September 2007 bis Ende 2009 wieder die kommissarische Leitung.
Stolleis war Mitglied zahlreicher in- und ausländischer wissenschaftlicher Akademien und Mitherausgeber verschiedener Schriftenreihen und Zeitschriften. Seine Hauptarbeitsgebiete lagen in den Bereichen Öffentliches Recht (Sozialrecht), Juristische Zeitgeschichte und Neuere Rechtsgeschichte (insbesondere Wissenschaftsgeschichte des öffentlichen Rechts).
1969 trat er in die SPD ein.
Im September 2019 gehörte er zu den etwa 100 Staatsrechtslehrern, die sich mit dem offenen Aufruf zum Wahlrecht Verkleinert den Bundestag! an den Deutschen Bundestag wandten.
Stolleis verstarb im März 2021 nach kurzer schwerer Krankheit in Frankfurt am Main. Er wurde in Gimmeldingen bestattet.

## Mitgliedschaften und Ehrenämter
- Mitglied der Akademie der Wissenschaften und der Literatur Mainz[5]
- Mitglied der Akademie der Wissenschaften zu Göttingen
- Mitglied der Berlin-Brandenburgische Akademie der Wissenschaften
- Mitglied der Vereinigung für Verfassungsgeschichte
- Mitglied der Finnischen Akademie der Wissenschaften (2000)
- Mitglied der Königlich Dänischen Akademie der Wissenschaften (2001)
- Mitglied der Deutschen Akademie für Sprache und Dichtung (2002)
- Mitglied der Deutschen Akademie der Naturforscher Leopoldina (2004)[6]
- Vorsitzender des Kuratoriums des Weltkulturen Museums (2006)[7]
- Vizekanzler des Orden pour le mérite (2017)

## Ehrungen

### Ehrendoktorate
- Universität Lund (1999)
- Universität Toulouse (2002)
- Universität Padua (2004)
- Universität Helsinki (2010)

### Preise
- Gottfried-Wilhelm-Leibniz-Preis (1991)
- Research Award der Schwedischen Reichsbank (1994)
- Balzan-Preis für Rechtsgeschichte der Neuzeit (2000)[8]
- Hegel-Preis (2018)
- Meyer-Struckmann-Preis für geistes- und sozialwissenschaftliche Forschung (2019)

### Orden
- Verdienstorden der Bundesrepublik Deutschland
  - Verdienstkreuz 1. Klasse (2010)[9]
  - Großes Verdienstkreuz mit Stern (2015)[10]
- Pour le Mérite für Wissenschaften und Künste (2014, 2017–2021 Vizekanzler des Ordens)

## Schriften (Auswahl)
- Staatsraison, Recht und Moral in philosophischen Texten des späten 18. Jahrhunderts (= Monographien zur philosophischen Forschung. Band 86). Hain, Meisenheim 1972, ISBN 3-445-00907-4 (Dissertation, Universität München, 1967).
- Gemeinwohlformeln im nationalsozialistischen Recht (= Abhandlungen zur rechtswissenschaftlichen Grundlagenforschung. Band 15). Schweitzer, Berlin 1974, ISBN 3-8059-0349-9 (Habilitationsschrift, Universität München, 1973).
- Die Einheit der Wissenschaften. Zum 300. Todestag von Hermann Conring (1606–1681). Helmstedt 1982.
- Pecunia nervus rerum. Zur Staatsfinanzierung in der frühen Neuzeit. Klostermann, Frankfurt am Main 1983, ISBN 3-465-01590-8.
- Geschichte des öffentlichen Rechts in Deutschland. 4 Bände. C. H. Beck, München 1988–2012, ISBN 978-3-406-63388-1.
  - Band 1: Reichspublizistik und Policeywissenschaft 1600–1800. 1988, ISBN 3-406-32913-6.
  - Band 2: Staatsrechtslehre und Verwaltungswissenschaft 1800–1914. 1992, ISBN 3-406-33061-4.
  - Band 3: Staats- und Verwaltungsrechtswissenschaft in Republik und Diktatur 1914–1945. 1999, ISBN 3-406-37002-0.
  - Band 4: Staats- und Verwaltungsrechtswissenschaft in West und Ost 1945–1990. 2012, ISBN 978-3-406-63203-7.
- Staat und Staatsraison in der frühen Neuzeit. Studien zur Geschichte des öffentlichen Rechts. Suhrkamp, Frankfurt am Main 1990, ISBN 3-518-28478-9.
- Recht im Unrecht. Studien zur Rechtsgeschichte des Nationalsozialismus. Suhrkamp, Frankfurt am Main 1994, ISBN 3-518-28755-9.
- Konstitution und Intervention. Studien zur Geschichte des öffentlichen Rechts im 19. Jahrhundert. Suhrkamp, Frankfurt am Main 2001, ISBN 3-518-29126-2.
- Geschichte des Sozialrechts in Deutschland. Ein Grundriss. Lucius und Lucius, Stuttgart 2003, ISBN 3-8282-0243-8 (online).
- Das Auge des Gesetzes. Geschichte einer Metapher. C. H. Beck, München 2004, ISBN 3-406-51679-3.
- Rechtsgeschichte schreiben. Rekonstruktion, Erzählung, Fiktion? Schwabe, Basel 2008, ISBN 978-3-7965-2455-4.
- Sozialistische Gesetzlichkeit. Staats- und Verwaltungsrechtswissenschaft in der DDR. C. H. Beck, München 2009, ISBN 978-3-406-59207-2.[11]
- Ausgewählte Aufsätze und Beiträge (= Studien zur europäischen Rechtsgeschichte. Band 265). Herausgegeben von Stefan Ruppert und Miloš Vec. 2 Bände. Klostermann, Frankfurt am Main 2011, ISBN 978-3-465-04137-5.
- Öffentliches Recht in Deutschland. Eine Einführung in seine Geschichte. 16.–21. Jahrhundert. C. H. Beck, München 2014, ISBN 978-3-406-65943-0.
- Nahes Unrecht, fernes Recht. Zur Juristischen Zeitgeschichte im 20. Jahrhundert. Wallstein, Göttingen 2014, ISBN 978-3-8353-1401-6.
- „Margarethe und der Mönch“. Rechtsgeschichte in Geschichten. C. H. Beck, München 2015, ISBN 978-3-406-68209-4.
- Verfassungs(ge)schichten. Mit Kommentaren von Christoph Gusy und Anna-Bettina Kaiser (= Fundamenta Juris Publici. Bd. 6). Mohr Siebeck, Tübingen 2017, ISBN 978-3-16-155404-9.
- Verfassungs- und Verwaltungsgeschichte. Materialien, Methodik, Fragestellungen (= methodica. Einführungen in die rechtshistorische Forschung. Band 4). De Gruyter Oldenbourg, Berlin 2017, ISBN 978-3-11-055694-0.
- recht erzählen – Regionale Studien 1650–1850 (= Studien zur europäischen Rechtsgeschichte, Band 341). Klostermann, Frankfurt am Main 2021, ISBN 978-3-465-04560-1 (postum).